# Rhizobium rhizogenes
Rhizobium rhizogenes (früher Agrobacterium rhizogenes) ist eine Art pflanzenpathogener, gramnegativer Bodenbakterien. Sie wird zu den Alphaproteobacteria gezählt.
Rhizobium rhizogenes ist verwandt mit Agrobacterium tumefaciens (beide Familie Rhizobiaceae) und hat ähnliche Lebensweise. Neben der chromosomalen DNA enthält es ein Plasmid, genannt Ri-Plasmid, in Analogie zum Ti-Plasmid von A. tumefaciens. Rhizobium rhizogenes ist damit ebenso in der Lage, verletztes Pflanzengewebe zu infizieren und die T-DNA (Transfer-DNA des Plasmid) in das pflanzliche Genom zu übertragen. Die Pflanze bildet daraufhin charakteristische Haarwurzeln, die aus der infizierten Stelle wachsen. Je nach Bakterienstamm kann das Wurzelwachstum an fast jedem Pflanzengewebe stattfinden (zum Beispiel auch an den Blüten). Durch die Übertragung der T-DNA wird die Pflanze außerdem veranlasst, Opine zu bilden. Die Pflanze kann diese nicht selbst verwerten, sie stellen eine Kohlenstoff- und Stickstoffquelle für das Bakterium dar. 
Ähnlich wie bei Agrobacterium tumefaciens wird der Gen-Übertragungsmechanismus von Rhizobium rhizogenes in der Biotechnologie zur Transformation von Pflanzen benutzt.

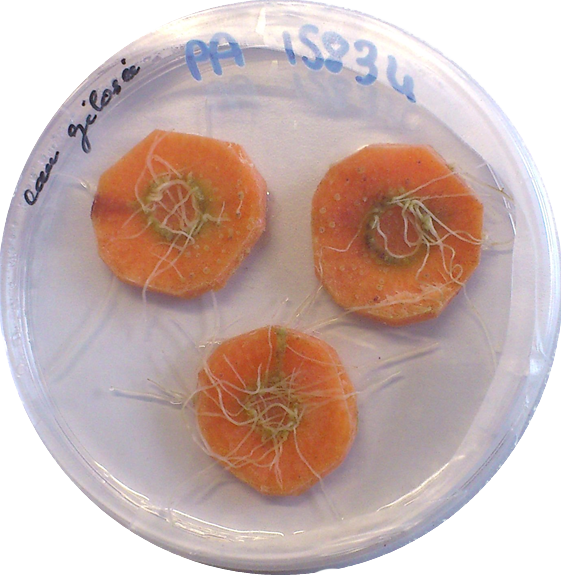
Mit Rhizobium rhizogenes infizierte Karottenscheiben zeigen undifferenziertes Wachstum (Kallus, hier grün), aus denen wiederum Wurzeln herauswachsen (Rhizogenese). Dies ist auf Infektion mit Bakterien zurückzuführen, die das Verhältnis von Pflanzenhormon-Gruppen der Auxine und Cytokinine verändern. Ein ähnliches Verhältnis führt zu Kallus-Bildung, mehr Auxin als Cytokinin führt Wurzelbildung.